# Laura Dekker

Orientacyjna trasa wokółziemskiego rejsu

Laura Dekker (ur. 20 września 1995 r. w porcie Whangarei w Nowej Zelandii) – żeglarka, która w terminie 20 stycznia 2011 - 21 stycznia 2012 samotnie opłynęła świat drogą przez Kanał Panamski (którego przepisy wykluczają samotną żeglugę w kanale), na jachcie Guppy (pol.: Gupik) .

## Życiorys
Laura Dekker urodziła się na łodzi w porcie Whangarei w Nowej Zelandii podczas 7-letniej wyprawy jej rodziców.
Jej ojciec, Dick Dekker jest Holendrem, a jej matka Babs Müller Niemką co daje Laurze holenderskie, niemieckie i nowozelandzkie obywatelstwo. Jej rodzice rozwiedli się w 2002 roku.
Dekker pierwsze 4 lata swojego życia spędziła na morzu. W wieku 6 lat dostała pierwszą łódkę Optimist i na niej nauczyła się żeglować. Następną łódź otrzymała w wieku 10 lat. Był to Hurley 700, którego nazwała ”Guppy”. Używała jej do samotnych rejsów podczas wakacji. W maju 2009 roku Laura samotnie przepłynęła z Maurik w Holandii do Lowestoft w Anglii, gdzie lokalne władze zażądały, aby ojciec towarzyszył jej w drodze powrotnej.

## Wyprawa dookoła świata
Żeglarka wyruszyła w swój wokółziemski rejs 20 stycznia 2011 z wyspy Sint Maarten na Karaibach, 21 stycznia 2012 zakończyła rejs w tym samym porcie.

## Zarzuty władz
Mimo że Laura była wspierana przez ojca, jej matka była przeciwko rejsowi. 28 sierpnia 2009 roku sąd rodzinny orzekł, że oprócz rodziców Laury opiekę nad nią będzie sprawować Rada Ochrony Nad Dziećmi. Wspólna opieka trwała do lipca 2010, ale Agencja Ochrony Dzieci zapowiedziała, że potrwa co najmniej do sierpnia tego roku. Plany Laury oraz interwencja władz zostały wielokrotnie skomentowane. Oprócz spraw osobistych uwagi dotyczyły kwestii: jakie rząd ma prawo do interwencji, gdy rodzice pozwalają na angażowanie się dziecka w niebezpieczne działania.
18 grudnia 2009 roku jeden z członków rodziny Laury zgłosił jej zaginięcie. Laura pozostawiła list pożegnalny do swojego ojca, ale jej łódź pozostała w porcie Maurik. 20 grudnia 2009 roku Laurę odnaleziono na wyspie Sint Maarten na Karaibach. Dwa dni później powróciła do Amsterdamu, gdzie była przesłuchiwana przez policję. 26 grudnia 2009 roku ogłoszono, że inny holenderski sąd odrzucił zarzuty pracowników socjalnych i zgodził się, aby Laura wypłynęła w rejs, pod warunkiem, że wyprawa rozpocznie się w 2010 roku, gdy Laura będzie miała 15 lat. W dniu 27 lipca 2010 roku sąd zakończył nadzór nad Laurą, i zdecydował, że „do rodziców dziewczyny należy decyzja o zezwoleniu na rejs córki”. Laura poinformowała, że wyprawa rozpocznie się „w ciągu dwóch tygodni”.

## Łódź
Laura planowała wypłynąć na podarowanej jej przez rodziców łodzi Hurley 800 o długości 8,3 metra oraz szerokości 2,75 metra, którą nazwała „Guppy”.
W lutym 2010 roku Laura wraz z ojcem zakupili nową łódź, 11,5 metrowy, kecz także nazwany Guppy.